# Wolfgang Lippert (Politiker)
Wolfgang Lippert (* 6. Juni 1955 in Frankenreuth, Gemeinde Kulmain) ist ein deutscher Kommunalpolitiker (Freie Wähler). Er war von 2008 bis 30. April 2020 Landrat des Oberpfälzer Landkreises Tirschenreuth.

## Leben
Wolfgang Lippert, Sohn des Kommunalpolitikers und langjährigen Fraktionssprecher der Freien Wähler im Tirschenreuther Kreistag Georg Lippert, besuchte das Otto-Hahn-Gymnasium Marktredwitz und das St.-Peter-Internat in Tirschenreuth. Nach dem Abitur am Stiftland-Gymnasium Tirschenreuth studierte er in München zunächst das Lehramt für Landwirtschaft, später wechselte er zum Lehramt für Hauptschulen. Vor seiner Wahl zum Landrat war er Konrektor der Volksschule in Kemnath.
Mit der Wahl in den Stadtrat von Kemnath im Jahr 1996 übernahm Lippert erstmals ein politisches Mandat. Im Jahr 2002 wurde er zum Kreisvorsitzenden der Freien Wähler gewählt und zog zudem in den Kreistag des Landkreises Tirschenreuth ein. Bei der Kommunalwahl im Frühjahr 2008 setzte er sich in der Stichwahl um das Amt des Landrates mit 52,15 Prozent der Stimmen gegen Herbert Hahn (CSU) durch. In seiner Funktion als Landrat war Lippert auch Aufsichtsratsvorsitzender der Kliniken Nordoberpfalz. Im März 2014 wurde Lippert mit 51,62 % im ersten Wahlgang wiedergewählt, der Gegenkandidat Alfred Scheidler (CSU) erhielt 32,74 %. Bei den Kommunalwahlen am 15. März 2020 trat Lippert nicht mehr an.
Wolfgang Lippert ist seit 1977 Mitglied der katholischen Studentenverbindung K.D.St.V. Vindelicia München im CV.